# Atheta campbelli
Atheta campbelli är en skalbaggsart som först beskrevs av Lohse in Lohse, Klimaszewski och Ales Smetana 1990.  Atheta campbelli ingår i släktet Atheta och familjen kortvingar. Inga underarter finns listade i Catalogue of Life.